# وليام نوريس
وليام نوريس (بالإنجليزية: William Norris)‏ (و. 1911 – 2006 م) هو مهندس، ورائد أعمال، وعالِم حاسب آلي من الولايات المتحدة الأمريكية . ولد في ريد كلاود (نبراسكا) .
توفي في بلومنغتون، عن عمر يناهز 95 عاماً. بسبب مرض باركنسون .

## جوائز
حصل على جوائز منها:
- قلادة العلوم الوطنية الأمريكية في مجال التكنولوجيا والإبتكار
- IEEE Ernst Weber Engineering Leadership Recognition [الإنجليزية]‏.